# تشانغ يي (مخرج)
تشانغ يي (14 ديسمبر 1951 - 1 نوفمبر 2020)، هو مخرج أفلام تايواني. حصل على جائزة الحصان الذهبي لأفضل مخرج من مهرجان آسيا والمحيط الهادئ السينمائي عن فيلم«المرأة كواي ماي».

## روابط خارجية
- تشانغ يي على موقع IMDb (الإنجليزية)
- تشانغ يي على موقع قاعدة بيانات الفيلم (الإنجليزية)
- تشانغ يي على موقع IMDb (الإنجليزية)
- تشانغ يي على موقع قاعدة بيانات الفيلم (الإنجليزية)